# Іванівська сільська рада (Кропивницький район)
| Іванівська сільська рада — колишній орган місцевого самоврядування у Кропивницькому районі Кіровоградської області з адміністративним центром у с. Іванівка. Сільській раді були підпорядковані населені пункти: - с. Іванівка - с. Безводня |

## Склад ради
Рада складалася з 14 депутатів та голови.

### Керівний склад ради
| ПІБ                      | Основні відомості                                                               | Дата обрання | Дата звільнення |
| ------------------------ | ------------------------------------------------------------------------------- | ------------ | --------------- |
| Дуля Антоніна Миколаївна | Сільський голова, 1961 року народження, освіта середня спеціальна, позапартійна | 26.03.2006   | 31.10.2010      |
| Дуля Антоніна Миколаївна | Сільський голова, 1961 року народження, освіта середня спеціальна, позапартійна | 31.10.2010   |                 |

Примітка: таблиця складена за даними джерела

## Населення
Згідно з переписом УРСР 1989 року чисельність наявного населення села становила 530 осіб, з яких 249 чоловіків та 281 жінка.
За переписом населення України 2001 року в селі мешкали 563 особи.

### Мова
Розподіл населення за рідною мовою за даними перепису 2001 року:
| Мова       | Відсоток |
| ---------- | -------- |
| українська | 95,53 %  |
| російська  | 4,29 %   |